# SexWorld
(Frase di lancio/tagline del film)
Sex World (stilizzato SexWorld) è un film pornografico del 1977 diretto da Anthony Spinelli.
Considerata un classico della Golden Age of Porn, nel 1989 la pellicola è stata inserita nella XRCO Hall of Fame.
Il film si svolge principalmente in un fittizio resort di lusso chiamato "Sex World", dove la gente può dare sfogo ai propri sogni sessuali più segreti e superare le inibizioni grazie all'ausilio di androidi dalle perfette sembianze umane appositamente programmati per soddisfare ogni voglia sessuale.
Sex World è stato descritto come una parodia porno de Il mondo dei robot (Westworld), film del 1973 scritto e diretto da Michael Crichton.

## Trama
Un gruppo di persone sale a bordo di un bus diretto a Sex World, un resort dove le persone possono soggiornare per tre giorni e tre notti e realizzare le proprie fantasie sessuali. Tra i passeggeri ci sono una pittrice di nome Joan Rice e suo marito Jerry; una donna di nome Millicent e il suo sottomesso, impotente partner Ralph; e la solitaria e introversa Lisa. Ai passeggeri viene consegnato un questionario e vengono informati che, al fine di garantire la privacy, è vietato fraternizzare tra loro nel resort.
L'autobus arriva a Sex World e quella notte, i visitatori si siedono ciascuno con i singoli consulenti per essere intervistati circa i loro desideri sessuali. All'insaputa dei visitatori, le discussioni sono monitorate da una sala di controllo piena di tecnici il cui compito è garantire la realizzazione delle loro fantasie. In una stanza privata, un visitatore bianco di nome Roger incontra Jill, una donna di colore che ha visto sull'autobus per Sex World. Nonostante i pregiudizi razziali di lui, Jill convince Roger ad avere un rapporto sessuale con lei. Nel frattempo, Jerry si ritrova in una stanza con due ragazze, Linda e Jo. Le ragazze si scambiano effusioni saffiche l'una con l'altra, prima di praticare una fellatio a Jerry.
Nella sua intervista, Joan descrive la sua attrazione per la sua vicina di casa Marian. Il suo desiderio viene quindi soddisfatto sotto forma di una Marian artificiale, che bacia ed esegue un cunnilingus su Joan. Altrove, Millicent e Ralph parlano separatamente con i loro consulenti individuali. Millicent esprime il suo desiderio di essere dominata, mentre Ralph rivela il suo segreto: vuole vedere la propria moglie posseduta da un altro uomo davanti ai suoi occhi. Millicent ha quindi rapporti sessuali con un androide di nome Phil, mentre Ralph li guarda attraverso uno specchio unidirezionale. Ralph viene quindi condotto in un'altra stanza da Ann, che riesce a procurargli un'erezione, e i due copulano.
Dale, una donna che ricorda malinconicamente il suo ex amante Alex, riceve un partner di nome Tomas. Dopo aver abbassato le sue barriere emotive, lei e Tomas si baciano e fanno sesso. Durante la sua intervista, Lisa rivela il suo desiderio di essere notata e trattata con gentilezza. Rivela anche che frequenta sale a luci rosse e di essere attratta da Johnnie Keyes, attore afroamericano del celebre film porno Dietro la porta verde. Più tardi, sente bussare alla porta della sua stanza un uomo che dice di averla notata quando è arrivata e che vuole stare con lei. Lei gli nega l'ingresso e lui se ne va. Un Johnnie Keyes artificiale entra quindi nella sua stanza. I due hanno un rapporto sessuale e lei gli pratica del sesso orale.
Alla fine del week end, i visitatori salgono sull'autobus per lasciare Sex World. Joan confida a un consulente di essere preoccupata per il suo matrimonio con Jerry. Ralph, ora sicuro di sé e deciso, bacia Millicent e sale sull'autobus con lei e gli altri visitatori in partenza. Nel frattempo, Roger tenta di corrompere un dipendente di Sex World per permettergli di rimanere al resort, ma il dipendente rifiuta l'offerta.

## Distribuzione
Svariate fonti indicano come anno di uscita del film il 1977. Altre fonti, tuttavia, indicano invece il 1978.

## Premi e riconoscimenti
- 1979 AFAA Award "Best Musical Score" (Berry Lipman), "Best Art and Set Decoration" (Bill Wolf)[14]
- 1989 XRCO Hall of Fame

## Home video
Sex World è stato distribuito in formato VHS agli inizi degli anni novanta. Nel 2014 è stato distribuito in DVD e Blu-ray dalla Vinegar Syndrome in versione restaurata.